# 27549 Joannemichet
27549 Joannemichet è un asteroide della fascia principale. Scoperto nel 2000, presenta un'orbita caratterizzata da un semiasse maggiore pari a 2,5542090 UA e da un'eccentricità di 0,0492935, inclinata di 8,59151° rispetto all'eclittica.